# Горячий шоколад (группа)
«Горячий шоколад» — украинская женская поп-группа, образованная весной 2008 года Дмитрием Климашенко и Андреем Пасичником. Сингл группы «Береги» получил золотой статус в России (как ринг-бэк тон) с продажами в 100 тысяч копий. За эту композицию группа получила музыкальную премию «Золотой граммофон».

## История
Группа «Горячий шоколад» была образована в 2008 году музыкантом Дмитрием Климашенко и продюсером Андреем Пасичником. В первый состав группы входили: Татьяна Решетняк, Кэти и Ани Каро. Дебютный клип коллектива «Немного перца» вышел летом 2008 года и почти сразу Кэти покинула коллектив. Её заменила Алина Пилипенко. Осенью группа записала песню «Фурия», а позже сняла на неё клип.
В 2009 году ушла из коллектива Ани Каро, и на ее смену пришла Марина Хорольская. Также в начале 2009 года коллектив принял участие в украинском национальном отборе на конкурс песни «Евровидение» 2009 года, дойдя до финала.
В 2010 году Марина Хорольская покинула группу, её заменила Любовь Фоменко. В этом же году стала лауреатом российской музыкальной премии «Золотой граммофон» с песней «Береги». Также в начале года вышел клип на песню «Розы» совместно с певицей Тринити. Осенью новой участницей коллектива стала модель и певица Мария Лысая, которая пришла на смену Любови Фоменко.
В 2011 году группа была номинирована на «Премию RU.TV» в категории «Лучшая группа». В апреле того же года вышел клип на песню «Без ума от счастья», режиссёром которого выступил Сергей Ткаченко. Позже состоялась премьера песни «Позвони мне». В том же году из группы ушла главная солистка Татьяна Решетняк. В коллектив приходят Мария Кравченко, Виктория Косова и Надежда Майстренко.
В 2012 году группа выпустила песню «Стены». Мария Кравченко, Виктория Косова и Мария Лысая покинули коллектив, новыми солистками стали Диана Сейтмеметова и Ярослава Мирошниченко.
В 2013 году «Горячий шоколад» выпустили две песни - «Не могу отвыкнуть» и «Две недели рая».
В ноябре 2014 года состоялась премьера сингла «Я хочу к тебе», а позже песни - «О нём». Диана Сеймеметова покинула группу.
В 2015 году состоялась премьера альбома «О нём». Несколько месяцев в группе пробыла Алина Миланова.
В 2016 году на место Милановой приходит Алиса Абрамова. Позже группу покидает Надежда Майстренко.
В 2017 году «Горячий шоколад» предстаёт в обновлённом составе. К Ярославе присоединяются Александра Евглевская и Екатерина Раскова.

## Составы
| Период          | Состав                | Состав             | Состав                |
| --------------- | --------------------- | ------------------ | --------------------- |
| 2008            | Татьяна Решетняк      | Ани Каро           | Кэти                  |
| 2008—2009       | Татьяна Решетняк      | Ани Каро           | Алина Пилипенко       |
| 2009            | Татьяна Решетняк      | Марина Хорольская  | Алина Пилипенко       |
| 2009—2010       | Татьяна Решетняк      | Марина Хорольская  | Алина Пилипенко       |
| 2010            | Татьяна Решетняк      | Любовь Фоменко     | Алина Пилипенко       |
| 2010—2011       | Надежда Майстренко    | Мария Литти        | Алина Пилипенко       |
| 2011—2012       | Надежда Майстренко    | Мария Литти        | Мария Кравченко       |
| 2011—2012       | Надежда Майстренко    | Виктория Косова    | Мария Кравченко       |
| 2012—2014       | Надежда Майстренко    | Диана Сейтмеметова | Ярослава Мирошниченко |
| 2015            | Надежда Майстренко    | Алина Миланова     | Ярослава Мирошниченко |
| 2016—2017       | Надежда Майстренко    | Алиса Абрамова     | Ярослава Мирошниченко |
| 2017—наст.время | Александра Евглевская | Екатерина Раскова  | Ярослава Мирошниченко |

## Дискография
- 2009 — Береги
- 2010 — Береги (Переиздание)
- 2015 — О нём

## Видеография
| Год  | Клип                         | Режиссёр                                 | Альбом                |
| ---- | ---------------------------- | ---------------------------------------- | --------------------- |
| 2008 | «Немного перца»              | Катя Царик                               | «Береги»              |
| 2008 | «Фурия»                      | Виктор Скуратовский                      | «Береги»              |
| 2009 | «Береги»                     | Александр Филатович                      | «Береги»              |
| 2009 | «Неба мало»                  | Александр Филатович                      | «Береги»              |
| 2010 | «Розы» (совместно с Тринити) | Филипп Ли                                | «Береги»              |
| 2010 | «Невидима»                   | Катя Царик                               | «Береги. Переиздание» |
| 2011 | «Без ума от счастья»         | Сергей Ткаченко                          | «О Нём»               |
| 2011 | «Позвони мне… (Комарово)»    | Дмитрий Климашенко                       | «О Нём»               |
| 2012 | «Стены»                      | Александр Филатович                      | «О Нём»               |
| 2013 | «Две недели рая»             | Дмитрий Климашенко и Александр Филатович | «О Нём»               |
| 2013 | «Не могу отвыкнуть»          | Дмитрий Климашенко и Александр Филатович | «О Нём»               |
| 2014 | «О нём»                      | Александр Филатович                      | «О Нём»               |
| 2018 | «Сжигай меня дотла»          | Александр Филатович                      | «TBA»                 |